# Ukrhydroenergo
 Ukrhydroenergo  est une entreprise publique ukrainienne d'énergie faisant appel aux barrages pour sa production.

## Historique
C'est une entreprise publique qui exploite des barrages sur la Dniepr et le Dniestr.